# يورونيزيون
اليورونيزيون هو مصطلح شامل ومركب للأشخاص من أصل أوروبي مختلط إما ببولينيزيون، ميلانيزيون أو ميكرونيزيون. هذا المصطلح هو الأكثر استخدامًا في ساموا وفيجي. ينحدر معظم الأوروبيين من المستعمرين والمبشرين والتجار البريطانيين والفرنسيين، وبعضهم من الإسبان والبولينيزيين في جزيرة القيامة (يُسمون في عرف القانون التشيلي بالميستيثو) ومن الإسبان والميكرونيزيين في غوام، ماريانا الشمالية، جزر مارشال، جزر كارولين، وبالاو. اسم أفاكاسي هي التسمية الشائعة لليورونيزيون في ساموا. وفي فيجي، يُستخدم مصطلح كايلوما عادًة.
تشمل المجموعات اليورونيزية المميزة سكان هاواي هابا هاولي، وديميس تاهيتي، وسكان جزر أوبيكي، وسكان جزر بيتكيرن، وسكان جزر نورفولك، وسكان جزر بالمرستون.

## أنظر أيضا
- شعوب أسترونيزية
- الأوروبيون في أوقيانوسيا
- شعب الهندو
- شعب متعدد الأعراق